# Палата № 6 (фильм, 1978)
Палата № 6 (сербохорв. Paviljon VI) — югославский фильм режиссёра Лучиана Пинтилие. Снят в 1978 году. Сюжет основан на повести Антона Павловича Чехова «Палата № 6». В 1979 году фильм принимал участие в программе «Особый взгляд» на международном Каннском кинофестивале.

## В ролях
- Слободан Перович — главный врач городской больницы Андрей Ефимыч Рагин.
- Зоран Радмилович — пациент Иван Дмитрич Громов.
- Славко Симич.
- Люба Тадич.
- Драгомир Чамич.
- Душан Вуджишич.
- Павел Вуисич — сторож Никита.
- Стево Жигон.

## Сюжет
В больничном флигеле есть палата для душевнобольных под номером 6. В палате лежат пять человек, среди них еврей Мойсейка и бывший судебный пристав Иван Дмитрич Громов.
Провинциальный врач царской России Андрей Ефимыч Рагин встречается в этой палате с пациентом Громовым. Поражённый мятежным духом Громова и его умными замечаниями, врач проводит с ним много времени. Визиты доктора в палату становятся ежедневными, а их разговоры с Громовым производят на Андрея Ефимыча глубокое впечатление. Врач подвергается насмешкам со стороны коллег.
Действие в фильме проходит замедленно, как и вся драма Чехова. Акцент делается не только мыслях главного героя, но и на проблемах, которые он не способен разрешить. Сюжет фильма основан на одноимённой драме Чехова.